# Фоцано
Фоцано (фр. Fozzano) је насељено место у Француској у региону Корзика, у департману Јужна Корзика.
По подацима из 2011. године у општини је живело 200 становника, а густина насељености је износила 10,21 становника/km².

## Демографија
| 1962. | 1968. | 1975. | 1982. | 1990. | 2011. |
| ----- | ----- | ----- | ----- | ----- | ----- |
| 135   | 150   | 174   | 182   | 152   | 200   |